# イ・イニョン
イ・イニョン（李仁榮、1929年7月28日 - ）は、釜山生まれの韓国の声楽家。通名は金慶植。

## 来歴
- 1950年、日本で声楽の勉強をしたかったが、当時はまだ、韓国との国交がなかった為に密航で日本に渡り、東京芸術大学の声楽科に入学した。 また、恩師の矢田部勁吉と出会う。矢田部勁吉は授業料が払えなければ肩代わりしたり、学校が休みに入ると、金は要らないからレッスンを受けに来いと誘いを受けた。
- 1959年、韓国で、帰国独唱会を開く。
- 1960年からソウル大学校で教え、後進の指導に尽力する。
- 1965年、日韓の国交回復後は、日韓両国のステージに立ち、藤原歌劇団を退団し、1971年まで続けた。また、たびたび日本を訪問しており、「昔の歌仲間に会うのも嬉しいが、田舎を周り素朴な日本に触れるのが楽しみだ」[1]と語っている。